# وایزنباخ آندر ترایزتینگ
وایزنباخ آندر ترایزتینگ (به آلمانی: Weissenbach an der Triesting) یک منطقهٔ مسکونی در اتریش است که در ناحیه بادن واقع شده‌است. وایزنباخ آندر ترایزتینگ ۱٬۶۸۴ نفر جمعیت دارد.